# Гатифар
Гатифар (Готфар или Гатфер) — царь эфталитов, который согласно персидскому эпосу Шахнаме, в 560-е годы потерпел поражение от войск тюркского кагана в битве под Бухарой. По Бартольду В. В. Гатфер был вождем хайталов и его войско состояло из кушанцев и согдийцев.  

## История
Царь эфталитов Гатифар, следивший за развитием событий, велел перебить послов и разграбить караван. О случившемся кагану рассказал уцелевший всадник, и тюрки пришли в движение по всей Чачской области. Узнав об этом, Гатифар начал спешно собирать войска из своих владений - Балха, Шугнана, Амуля, Земма, Хутталана, Термеза и Вашгирда. Каган со своими воинами переправился через Тарак (Чирчик) и двинулся на Бухару, где стоял лагерем царь эфталитов. Битва продолжалась семь дней, на восьмой эфталиты были разгромлены. Разбитые эфталиты избрали себе другого царя — Фаганиша, выходца из Чаганиана, из семейства Хушнаваза.